# Roger Martinelli
Roger Martinelli (ur. 2 czerwca 1950) – luksemburski lekkoatleta, sprinter.
Jest trzynastokrotnym mistrzem kraju. Ośmiokrotnie (w latach 1969–1974, 1979 i 1981) zwyciężał na 100 m, a pięciokrotnie (1971–1974 i 1981) okazywał się najlepszy na 200 m.
Rekordy życiowe:
- bieg na 60 metrów (hala) – 7,01 s ( San Sebastián, 12 marca 1977)